# 독수리자리
독수리자리(Aquila)는 하늘의 적도 부근에 놓여 있는, 여름 저녁 하늘에서 볼 수 있는 별자리로, 독수리가 날개를 펼친 형상으로 그려진다.
동아시아의 별자리로는 세 장군을 의미하는 '하고(河鼓)' 별자리에 해당된다. 독수리자리 알파성인 알타이르는 은하수 건너편의 직녀성과 맞은편에 놓여 있는 밝은 별이어서 견우성으로 불리기도 하지만, 직녀와 함께 견우에 속한 별자리로 견우 별자리는 아니다.

## 별과 천체
독수리자리는 은하계 안쪽에 놓여 밝은 별들이 많다.

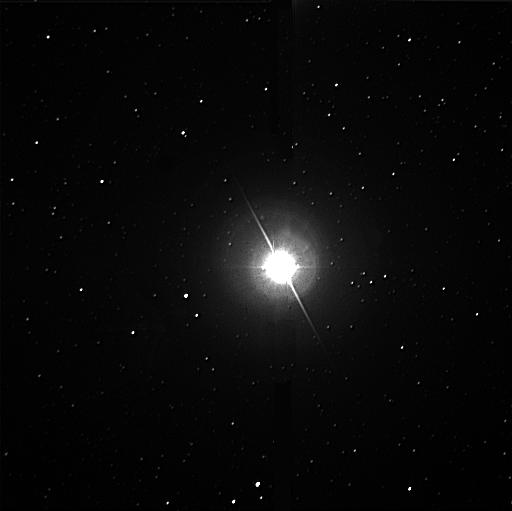
알타이르 (α Aql)

- 독수리자리 α (알타이르; Altair): 3중성계로, 0.77등급이며, 스펙트럼형은 A7 V이다. 0.23"의 시차(parallax)가 있으며, 태양보다 약 8배의 밝기이다.
- 독수리자리 β (알샤인Alshain): 3중성계로, 3.71등급이며, 스펙트럼형은 G8 IV이다.
- 독수리자리 γ (타라제드Tarazed): 2.72등급으로, 스펙트럼형은 K3 II
- 독수리자리 η : 단주기 변광성으로, 가장 밝은 세페이드 변광성에 속한다. 밝기는 7.177일 간격으로 3.48등급에서 4.39 등급으로 변한다.
- 독수리자리 15 : 이중성으로, 5.4등급이며, 스펙트럼형은 K이다. 동반성의 밝기는 7등급으로, 소형 천체망원경으로도 쉽게 관측된다.

다음과 같은 행성상성운을 찾아볼 수 있다.

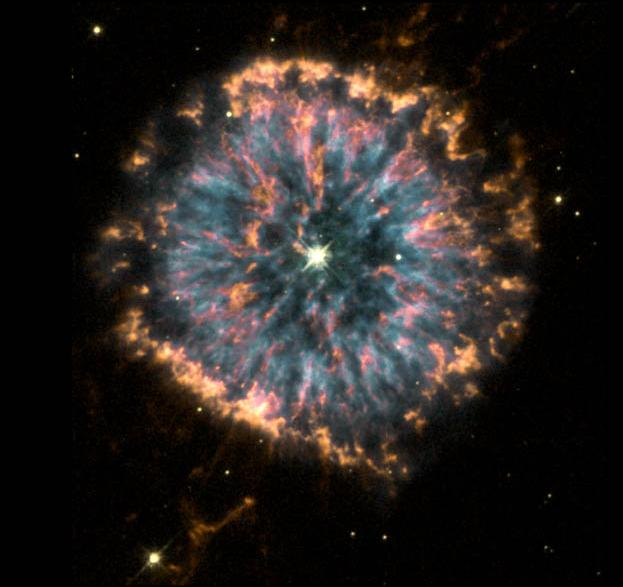
NGC 6751 행성상성운

- NGC 6804: 작고 밝은 테를 볼 수 있다.
- NGC 6781: 큰곰자리의 부엉이성운을 닮았다.
- NGC 6751: '빛나는 눈'으로 알려져 있다.

그 외에 다음과 같은 어두운 천체들이 있다.
- NGC 6709: 6.7등급의 산개성단으로, 독수리자리 제타성 남서쪽 5도 위치에 있다.
- NGC 6755: 7.5등급의 산개성단으로, 12등급 ~ 13등급의 10여개의 별로 이루어져 있다.
- NGC 6760: 9.1등급의 구상성단이다.
- NGC 6749: 산개성단이다.
- NGC 6778: 행성상성운
- NGC 6741: 행성상성운
- NGC 6772: 행성상성운

## 역사

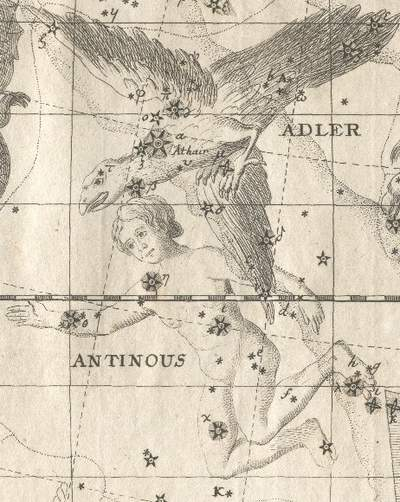
보데(Bode) 성도의 독수리자리

독수리자리는 톨레미의 48 별자리에 포함되었으며, 기원전 4세기의 유독소스(Eudoxus)와 기원전 3세기의 아라투스(Aratus)에 의해서 언급되기도 하였다. 현재는 IAU(국제천문연맹)이 인정한 현대 88개 별자리 중 하나이다.
톨레미의 목록에는 독수리자리와 안티노스자리(이전에 있었으나 사라진 별자리)를 합쳐 19개의 별이 있었으며, 헤벨리우스는 23개의 별을 독수리자리, 19개의 별을 안티노스 자리로 배정하였다.
두 개의 주요한 초신성이 독수리자리에서 관측되었는데, 첫 번째가 기원전 389년의 것으로, 금성보다 밝았다고 기록되었다. 두 번째는 1918년에 관측되었는데, 알타이르보다 밝게 빛나 독수리자리에서 가장 밝았다.

## 신화
독수리자리의 명칭인 '아퀼라(Aquila)'는 제우스에 속한 새의 이름을 딴 것이다. 아퀼라는 제우스가 던진 번개를 되찾아오기 위해 이용되었으며, 양치기 소년인 가니메데를 신의 잔드리는 사람으로 쓰기 위해 데려가기도 하였다.
이 별자리를 로마에서는 '나는 콘돌(Vulture volans)'이라 부르기도 했는데, 이들은 거문고자리를 'Vultur cadens'라 불렀다.

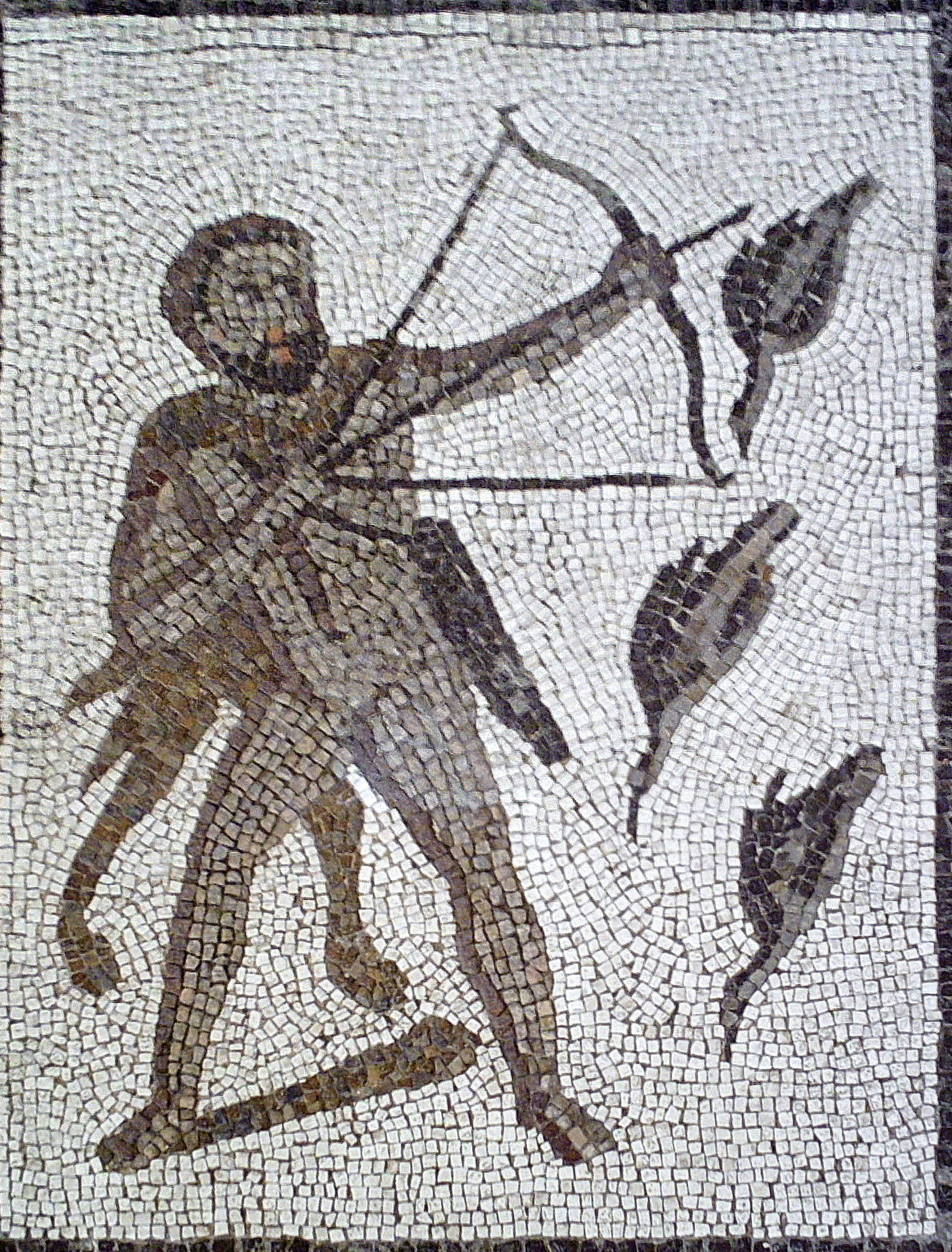
스튐팔로스의 새를 떨어뜨리는 헤라클레스 (로마 시대의 모자이크)

독수리자리는 헤라클레스의 12가지 임무 중 하나인 스튐팔로스의 새(Stymphalian birds)로 여겨지기도 한다. 또한, 프로메테우스를 괴롭히는 독수리로 여겨지기도 하는데, 이 독수리는 에톤(Ethon)으로, 헤라클레스가 쏘아 떨어뜨렸다.
인도 전설에는, 이 별자리는 절반은 독수리, 절반은 사람인 신인 '가루다'로 인식된다.